# ديفيد نارفيز
ديفيد نارفيز (بالإسبانية: David Narváez)‏ هو لاعب كرة قدم إسباني في مركزي الهجوم، ولد في 11 يوليو 1985 في شريش في إسبانيا. لعب مع نادي خيريث ونادي سبتة ونادي كونكينسي.

## وصلات خارجية
- ديفيد نارفيز على موقع قاعدة بيانات كرة القدم.إي يو (الإنجليزية)
- ديفيد نارفيز على موقع Soccerway.com (الإنجليزية)